# جو داي
جو داي (بالإنجليزية: Joe Day) (13 أغسطس 1990 برايتون المملكة المتحدة - ) هو لاعب كرة قدم بريطاني يلعب كحارس مرمى.

## روابط خارجية
- جو داي على موقع قاعدة بيانات كرة القدم.إي يو (الإنجليزية)
- جو داي على موقع Soccerbase.com (لاعب) (الإنجليزية)
- جو داي على موقع Soccerway.com (الإنجليزية)